# Raoni Monteiro
Ne doit pas être confondu avec Raoni Metuktire.
Raoni Monteiro est un surfeur professionnel brésilien né le 7 mai 1982 à Saquarema, dans l'État de Rio de Janeiro, au Brésil. Il a participé au circuit Championship Tour à plusieurs reprises entre 2004 et 2014.

## Palmarès et résultats

### Saison par saison
- 2003 :
  - 1er du Billabong Tahara Pro à Irago (Japon)[1]

- 2010 :
  - 1er de la O'Neill World Cup sur le North Shore d'Oahu (Hawaï)[2]

### Classements
| Année             | 2004 | 2005 | 2006 | 2007 | 2011 | 2012 | 2013 | 2014 |
| ----------------- | ---- | ---- | ---- | ---- | ---- | ---- | ---- | ---- |
| Championship Tour | 24e  | 32e  | 39e  | 34e  | 29e  | 28e  | 34e  | 35e  |